# Christian Snellman
Christian Henrik Snellman, född 10 augusti 1930 i Helsingfors, är en finländsk-svensk målare, författare, journalist och sjöman. 
Han var son till generalen Arne Snellman och Gund von Numers och gift med Ingvor Maria Johansson. Snellman härstammar från en kulturell släkt med flera kända konstnärer. Han studerade målning vid Liefvendahls målarskola i Strängnäs 1951 och vid Gerlesborgsskolan i Bohuslän samt vid Barths målarskola 1953 och genom självstudier under resor till Spanien och Persien. Han arbetade som sjöman 1946–1952 och därefter har han vid sidan av sitt eget skapande varit verksam som journalist. Separat ställde han bland annat ut i Madrid 1955 och Västerås. Han medverkade i utställningen Tjustbygdens konst som visades i Gamleby 1960–1962. Hans konst består av expressionistiskt måleri inspirerad av jazzmusikens rytm. Som författare utgav han bland annat romanen Blues för bröder 1960.